# バビル2世
『バビル2世』（バビルにせい）は、横山光輝の作による漫画。および、それを原作としたアニメ作品である。

## 概要
『バビル2世』は『週刊少年チャンピオン』（秋田書店）に1971年7月5日号から1973年11月12日号まで連載された。全121話であり、他に『別冊少年チャンピオン』1973年5月号掲載の読切1話がある。超能力者であるバビル2世と、世界征服を企む超能力者のヨミとの死闘を描いたものであり、その内容から全4部作+読切1話で構成されているといわれている。横山光輝のSF作品としては、超能力者を扱った『地球ナンバーV7』から2年超ぶりであった。当時は劇画全盛で横山も全くSF作品を描かなかったが、本作のヒットで再びSF作品を描き続けることとなった。
当初は10回連載の予定であり、バビル2世とヨミがヒマラヤで戦い、雪崩に呑み込まれて終了する予定であった。ところが連載開始とともに人気が上昇したことから、長編連載に変更された。第四部はアニメ化に伴うもので構想・準備が万全でなく、不満を残した作者が後に独自の続編『その名は101』を執筆している。
1972年12月18・25日号にはアニメ化決定と紹介された。1973年1月1日よりNET（現：テレビ朝日）系列でテレビアニメが開始されて人気がさらに上昇し、アニメを見た女性ファンが『週刊少年チャンピオン』を買うことにより発行部数が増える現象が生じた。アニメ人気により雑誌連載もカラー頁や増頁掲載が増え、1973年2月5日号はテレビ放映記念として80頁が掲載された。
アニメ版も人気が過熱して当初予定より延長され、再放送も度々行われたことから、1979年には大阪を中心に「バビル2世ファンクラブ」が結成された。
横山は自身の好きな作品と聞かれると、必ず『バビル2世』と答えていた。

## 基本設定
はるか昔、地球に不時着して帰れなくなり住み着いた宇宙人・バビル。彼が残した遺産・バベルの塔と三つのしもべを受け継いだ超能力者・浩一が、世界征服を企む悪の超能力者・ヨミと戦う物語。

### 5000年前の出来事
5000年前、宇宙人・バビルは宇宙船の故障により地球に不時着した。彼はその科学力と自らの超能力によって時の権力者を動かして巨大なバベルの塔を建設させる。当初の目的は故郷に救助信号を送るためであった。しかし科学的知識に乏しい地球人は、一瞬のミスから完成直前の塔の大半を破壊してしまう。
故郷へ帰ることをあきらめて地球人と結婚したバビルは、破壊されたバベルの塔を子孫に託そうと決心する。彼は宇宙船の機器をもとに、いつの日か生まれるであろう自分と同じ体質を持つ子孫を探し出す装置と三つのしもべを作り上げた。この遺産を受け継ぐ人間が自分の2世になるのである。バビルは自分と同じ超能力をもった子孫にそれを託すことができるのを幸せだと考えた。

### バベルの塔
超高性能コンピュータが管理しており、5000年間の地球上の様々な出来事を記録している。人工砂嵐を起こしてその所在を隠し、催眠ライト・レーザー砲・ミサイルなどで武装、侵入者は塔内に仕掛けられた数々の罠で撃退する。そして破壊されても自動修復する機能を持ち、バビル2世に超能力者としての教育を施す装置や傷ついたバビル2世を癒す治療装置も完備している。アニメ第1作のみ「バビルの塔」と呼ばれる。
『バビル2世 ザ・リターナー』では、オーバーテクノロジーの固まりであるコンピューター本体から情報を読み出し一部管理するのに、現代の既存のコンピューターなどの機材（アラブ系のペーパーカンパニーを利用して購入した）を利用しているとされている。
なお、第1作において声を担当した声優は数人おり、初期は井上真樹夫（第6話）なども演じていたが、中盤以降は山田俊司と矢田耕司による、独特のカン高い声による「コンピュータ音声」に固定された。

## 登場人物
バビル2世
本名、山野浩一（アニメ版では古見／神谷と苗字がそれぞれ違っている）。
ごく普通の両親のもとで、ごく普通の家庭に育った中学生の少年だったが、ある時から夢に苛まされるようになる。バベルの塔が発する電波を感じ取ることができ、塔のコンピュータに正当な後継者＝2世と認められた。
5000年前に地球にやってきた宇宙人・バビルの遠い子孫であり、バビルと同じ体質を持ち超人的な知力と体力、様々な超能力を発揮する。バベルの塔と三つのしもべを受け継いだが、ヨミとは道を違える。世界の平和を乱すヨミと対決するために、その力を注いでいく。
アニメ版（1作目）では、エネルギー衝撃波や電撃を駆使してヨミとその配下達と戦うアクションシーンも多く、また第8話からブルーの戦闘服を着用し、自らバビル2世号を操縦して現地に向かうなど、よりヒーローらしさが強調されている。このバビル2世号は『リターナー』にも登場しているが、初代アニメ版とは異なるデザインとなっている。
ヨミ
世界を支配しようとする悪の帝王。バビル2世同様にバビルの遠い子孫であり、言わばバビル2世の父親ともいうべき存在で、バビル2世と同等の超能力を持つ。
強大なカリスマ性を備え各地に秘密基地を建設して多くの部下を従えており、その種類も科学者・技術者・超能力者・サイボーグ工作員と多岐にわたる。各国の要人に改造人間を送り込んでいるため、国家をも意のままに操ることができる。三つのしもべに対抗してさまざまなロボット兵器を作り出し、自身の持てる超能力を振り絞ってバビル2世に戦いを挑む。
部下想いの面もあり、バビル2世を倒すチャンスを犠牲にしても部下の救出を優先したり、有用な作戦提案を即採用する度量の深さをしばしば見せる。その一方で、バビル2世を倒すチャンスのために部下を見殺しにする非情さも併せ持つ。
実は後継者候補としてバベルの塔に呼ばれたこともあったが、能力が不適合だったため、その記憶を消されていた。
バビル2世との直接対決では何度も負けるが、倒されてもその度に復活する。さらに、第三部で宇宙ビールスに侵されて蘇ったことにより、特定の超能力ではバビル2世をも凌ぐ力を身に付けた。
原作者の横山はヨミの年齢について、110歳くらいをイメージしていると述べている。
由美子
古見医院の一人娘で浩一の同級生。突如行方不明になった浩一を心配していた。ヨミの工作員に銃撃され傷を負い、血だらけで現れた浩一に驚き、父と共に介抱する。アニメ版（1作目）では浩一の従姉妹で（浩一の苗字も同じ古見になった）、浩一に想いを寄せているという設定のヒロインとなっている。アニメ版3作目にも登場しているが、原作やアニメ版1作目とは髪型が異なっている。
五十嵐
国家保安局局長。バビル2世からヨミの世界征服計画に関する報告書を渡されてヨミの陰謀を知り、以後バビル2世に協力するようになる。何か事件が起きた場合は、新聞に「書籍 バベルの塔 手に入れました」と暗号広告を打つことで連絡をつけている。
国家保安局副局長
五十嵐と共にヨミの部下に拉致されそうになったところをバビル2世に救われた。
伊賀野晋作
国家保安局の腕利き調査員。バビル2世と共に突如音信不通に陥ったF市の調査におもむく。最初はバビル2世をまったく信用しておらず、幾度も足手まといになってしまう。何度も命を救われ、その超能力を目の当たりにしてからは彼を理解し、バビル2世に友情を感じて良きパートナーたらんと動こうとした。それでも足手まといになることも多かったが、幾度かは活躍もしている。

### 三つのしもべ
初代バビルが残した遺産であり、2世を主として命令には絶対服従する。原作において、2世と同質のテレパシー能力を持つヨミの命令も受け付けてしまう弱点が露呈。以降、ヨミのいる場所ではしもべを呼べなくなり（2世とヨミの命令が拮抗すると行動不能に陥る）、苦しい戦いを強いられる。
ロデム
スライム状の不定形生命体。普段は黒ヒョウの形態を取る。どんな姿にも変身することができ、応用力が高いため、囮や諜報活動、また側近としてバビル2世の保護を受け持つ。ロプロスやポセイドンと違って明確な意思を持ち、バビル2世とテレパシーで会話することが出来る。また、ヨミに心を読まれないようにシールドを張ることもできる（ヨミと会話できるかは不明）。
不定形生物であるため単純な突く叩く殴ると言った攻撃はまるで効かず、銃撃されてもダメージを負うことは無い。武装した人間や、並みの超能力者程度なら身体で包み込んで溶解してしまうこともできる。しかしバビル2世やヨミのエネルギー衝撃波に弱く、連続で浴びせられるとダメージを受けて活動不能に陥るので戦闘にはあまり向いていない。また、生き物である以上体温を持ち呼吸をすることには変わりないため、熱センサーや二酸化炭素センサーなどを用いられると擬態した居所を見つけられてしまう。
アニメ版（1作目）では、不定形生命体という説明は特にされず、むしろ変身能力を持つ黒豹という扱いであり、後半でエネルギーを消耗して倒れてしまった際も黒豹の姿のままであった。また、原作版と違って普段から黒豹か女性の姿で付き従い、積極的に戦闘に参加しているばかりか、バビル2世に変身した時は、バビル2世と共にエネルギー衝撃波を使っており、万能ぶりを発揮している。
ロプロス
巨大な怪鳥型ロボット。超音速で空を飛び、口からロケット弾と超音波を放つ。目にはカメラを装備しており、写真を撮影してそのデータを塔のコンピュータで分析することもできる。三つのしもべの中では最初に登場し、バビル2世を家から連れ出す役目もした。ヨミの作り出したV号との戦いで外装がはがれ、以降は機械状の表面がむき出しになった（アニメでは金色に表現されている）。主に戦闘やバビル2世を乗せての移動などに活躍する。
岩や爆弾の直撃程度ではビクともしない強固な装甲を持つが、原作第4部でバビル2世をかばい、水爆ミサイルの直撃を受けた際完全に破壊された。
アニメ版（1作目）では最終回まで活躍、また、後半ではそのメカニックな外見にも関わらず、倒れたロデムの姿に悲しげに俯く描写などもあり、バビル2世の大事な仲間であることが強調されていた。
ポセイドン
巨大な人型ロボット。攻撃力は三つのしもべ中最強で、大型船の船底を一撃で打ち抜くパンチとキック力を誇り、武装として指にレーザー砲、腹部に魚雷を装備する。また、ロプロスを上回る極めて硬い装甲を持ち、作中で一度も破損したりダメージを受ける描写がない。海中を高速で移動し、海を拠点とするが、陸上でも活動できる。目のランプを点滅させて信号を送り、バビル2世と会話することが出来る。
アニメ版（1作目）では、ロプロスと共に最終回まで活躍。基本的には無表情なものの、後半は僅かではあるが仕草で意思表示をする描写も見られている。

## 超能力
バビル2世とヨミの用いた超能力を記載。バビル2世はヨミと異なりエネルギー吸収能力も持っている。
超体力・超感覚
人間の潜在能力を引き出せるので、常人の何十倍もの筋力で超スピードの運動能力やジャンプ力・怪力を発揮する。視力・聴力も非常に鋭敏で事前に本能的に危機を察知するなどの超感覚もある。
超再生能力
瀕死の重傷を負っても短期間で回復できる。また、自身の血を怪我人に輸血することにより、輸血された相手を短期間で回復させることができる。
ただし、体内に猛毒・ビールスを侵入させられるなど、単純な負傷だけでない外的要因が絡み合った場合は、この能力をもってしても完全に回復することはできない。
これにより常人とは比べ物にならないほどの期間餓えや渇き、極端な暑さや寒さ、睡眠を取らない長期活動に耐えることができるが、流石に長期間何も口にできなかったり休養を取れなかったりすると体力は低下していき、最終的にはダメージが蓄積されて死に至る。原作ではヨミが一週間飲まず食わずで砂漠を彷徨った描写があるが、さしものヨミも精根尽き果てて倒れ込み、部下に回収された後しばし静養せざるを得なかった。
フライング能力
どんな高い所からもクルクル回転しながら猫のように受身をとって着地する。
テレパシー
他人の心の中を読んだり、遠隔地にいる相手に自分の意思を伝えたりする。また他の超能力者から読まれないように自分の心にバリアーを張ることもできる。
催眠術
特殊な眼光で一瞬にして相手を催眠状態にして意のままに操る。
天候操作
能力の増したヨミが、バビル2世に基地を悟られないために使用。一帯を黒雲で覆い、風を吹かせて強烈な大きさの雹を降らせた。
幻覚術
能力の増したヨミが、バビル2世に基地を悟られないために使用。バビル2世をも「基地が爆弾で吹っ飛び、跡形もなくなった」と誤認させるほどの幻覚を見せた。
ただし、あくまで「人間の知覚に訴える」ものであるため、映像記録や写真を撮られて確認されるとすぐにわかってしまうのが欠点。
変身能力
顔の筋肉を変化させて他人の顔になる。全身の筋肉も同様に変化させ、別人になりすますことができる。
しかし、骨格までは変化させることができないのが弱点。
パイロキネシス
全身から高温の炎を吹き出し、体当たりする。並みの能力者程度では抗うことはできず、一瞬にして火だるまと化してしまう。
テレキネシス
念力で周囲の物体を自由に動かすことができる。戦闘においては岩石や建築物を破壊したり、大量の石のつぶてを相手にぶつけたりする。
基本的にはより重く大きなものを動かそうとすると、消費が激しくなる。大型爆撃機が墜落した際には、さすがのバビル2世も「無理だ、ぼくにはあんな大きいものを（テレキネシスで）動かす力はない」と諦めざるを得なかった。
エネルギー衝撃波
腕から衝撃波を放って相手の内臓をズタズタにしてしまう。相手と接触しなければ効果がないので、格闘時に使われる。凄まじい威力を持ち、特性上後述の「ビールス生物」にも有効な攻撃手段なのだが、超能力の中でも特に大量のエネルギーを消費するため消耗が速く、使い過ぎるとたちまち力を失い、最後には老化現象を起こす。エンディングテーマ「正義の超能力少年」の歌詞では“電撃”と表現されている。
エネルギー吸収能力
エネルギー衝撃波を吸収して体力を回復できる。ただし吸収できるかどうかは相手のエネルギー衝撃波の強さにもより、あまりに強い場合はダメージを負ってしまう。
ヨミはこの能力を持たなかったため、バベルの塔から後継者とみなされなかった。

### 超能力のデメリット
バビル2世やヨミの超能力は強力だが、決して無限ではない。使えば使うほど威力は増していくが、同時に激しい疲労を起こすようになり、キャパシティの限界を超えて急激に力を消耗すると老化現象をおこす。
ヨミは自身の死の経験からバビル2世よりも早くこのことに気づき、自分なりに考えた上で「ただ普通の人間が何年もかかって使うエネルギーを、一瞬にして使うことができるだけ」「いくら水量が豊富な井戸でも、めちゃめちゃに水をくみ上げれば枯れてしまう、それと同じこと」との推論を出していた。
バビル2世は超能力を使った後の激しい疲労について塔のコンピュータに理由を訊ねるが、制限が掛けられているらしくコンピュータは答えない。彼は第3部最後の戦いで超能力を使い果たしたヨミの姿を見て、ようやくその答えを知ることになる。

## 宇宙ビールス
第3部に登場。アメリカの宇宙衛星にくっついて地球に飛来したミクロの知的生命体（ウイルス）。生物に寄生して成長し、最後にはその生物を支配する。ウイルスに侵された生体が近くを走り抜けただけで空気感染するほど感染力は強く、繁殖力も非常に高い。
このビールスは過去の地球でも猛威をふるったことがあり、死者の復活やドラキュラ伯爵・狼男など多くの魔人伝説を生んだ。かつて宇宙人・バビルも宇宙旅行中にこのビールスと出会っており、バベルの塔のコンピュータにその時の記録が残っていた。ビールスに感染した人間は皆血を吐いて倒れ絶命するが、その中でビールスに耐えられる体力と相性の良さを持った者は「ビールス人間」として復活する（通常の人間だと、復活できるのは30％前後の確率）。
感染後は超人的な体力・知力や、銃で撃たれた程度ではみるみるうちに傷口が塞がる異常なほどの再生能力の他に、テレキネシスや火炎放射といった超能力を発揮し、数人で手をつなげばつなぐほど超能力が増していく。
また、他の動物に感染して復活する場合もあり、作中では「ビールス犬」「ビールス牛」も登場している。犬や牛などに感染した場合は手を繋ぐ必要はなく、一斉に集中することで超能力を増していた。
死亡したヨミを復活させ、その超能力を数倍に増す。ヨミはビールスと特に相性が良かったらしく、「ビールスの力は得るが、支配に対しては抵抗し自我を保つ」「自ら作り出したビールス人間を統率し、手足のように命令を下す」という、ある意味理想の状態を作り出していた。このような共存を成功させたのは、作中ではヨミだけである。反対にバビル二世は同じ超能力者でも相性が悪く、一般人と比べればはるかに発症が遅かったものの、感染した時は他と同じように血を吐いて倒れ、意識を失い危篤状態となった。それを見たバベルの塔が即座に治療装置にかけたために一命は取り留めた。
しかし、ニンニクのエキスに非常に弱いという欠点があり、そのためニンニクが群生している地球では、過去でも繁殖を阻まれていた。一度でもこのエキスを注入された生物はビールスに対して抗体ができるらしく、以降は二度と感染することがなくなる。ビールス生物がエキスを注入されると、たちまち死滅して元通りの死体に戻るか、死体も崩れて跡形もなく消滅してしまう。

## 漫画

### バビル2世
1971年から1973年にかけて『週刊少年チャンピオン』に連載された。単行本全12巻。ストーリーは幾つかの区切りがあり、その内容から全4部作+読切1話で構成されているといわれている。第1部から第3部までは連載時に特に記されていないが、第3部では「暗黒魔王の巻」というサブタイトルがつけられた。また第106話（第3部の最終話、1973年7月23日号）の最終ページには、「構想も新たにバビル2世第四部が33号よりはじまります」と書かれている。
第1部 1971年28号（7月5日号） - 1972年6号（1月31日号）
平凡な中学生・浩一は毎晩砂漠にある高い塔の夢を見てはうなされていた。ある日、巨大な怪鳥に連れ去られた浩一は夢で見た砂漠の塔へと導かれる。そこははるかなる昔、宇宙人・バビルが超科学をもって作り上げたバベルの塔だった。バビルの後継者＝「バビル2世」とみなされた浩一はカプセル内でコンピュータから100日間の教育を受け、超能力者としての才能を開花させていく。
次に浩一が塔から指示されたのは、チベット山中に多くの部下を従えて君臨するヨミという謎の人物と会うことだった。ヨミは2人の力で世界を征服しようと持ちかけるが、浩一は拒絶する。ヨミの操る岩石ロボット・ゴーリキの追撃を三つのしもべの力で振り切った浩一は、しもべの力とバベルの塔の科学力を使ってヨミと対決する決意を固める。
ヨミは世界各国の要人に改造人間を送り込み、世界を意のままに操ろうとしていた。超能力者としての未熟さから一時ピンチを招いたバビル2世だったが、改造施設のある秘密基地を破壊することに成功する。一方ヨミは自分もバベルの塔の後継者候補であった記憶を取り戻し、逆に三つのしもべを操ってバビルを倒そうとする。
しもべをうかつに使えないと悟ったバビルはロプロスを使ってヨミを砂漠におびき出し、直接対決する。エネルギー衝撃波によるすさまじい戦いでバビルは倒されたかに見えたが、実はヨミのエネルギーを吸収していた。回復したバビルの放った渾身の衝撃波でヨミの心臓は停止し、砂漠の砂に埋もれてゆくのだった。
第2部 1972年7号（2月7日号） - 1972年35号（8月21日号）
ヨミは実は仮死状態で生きていた。息を吹き返したヨミは超能力を使った後の激しい疲労と老化現象に着目し、今度はバビルを徹底的に疲れさせてから倒す作戦に出る。バベルの塔に送り込まれた超能力者チームと怪力ロボット・バランとの戦いでピンチに陥ったバビル。しかし塔のコンピュータに助けられ、危うく難を逃れた。
回復したバビルはヒマラヤ山中に作られたヨミの秘密基地に忍び込み、反撃を開始する。しかしバビルはヨミの送り込んだ超能力者との激しい戦いや突如コントロールが利かなくなるしもべ達の反逆に悩まされ、重傷を負って吹雪の中で行方不明になってしまう。
バビルが行方不明の間、沈黙を続けていたヨミは自ら作り出した超能力増幅装置が仇となり、能力の使いすぎで衰弱死していた。復活したバビルの命令で動き出した三つのしもべにより秘密基地は完全に破壊され、ここにヨミの野望は潰えた。
第3部 1972年36号（8月28日号） - 1973年31号（7月23日号）
アメリカの人工衛星が日本の山中に落下した。人工衛星に付着してきた宇宙ビールスに感染した人間は高熱を発して死亡するが、生き残った人間は異常な体力と超能力を発揮して仲間を増やしてゆく。ニンニクエキスが弱点であることを塔のコンピュータがつきとめ、バビルはビールス人間退治に奔走する。しかしビールス人間の1人はヨミに興味を持ち、ヒマラヤ山中でヨミの死体を掘り返して復活させてしまう。ビールスによって蘇ったヨミはバビル以上の超能力を発揮し、バビルを苦しめる。ヨミとの直接対決で倒されそうになったバビルを救ったのはヨミとビールスとの仲間割れだった。
再び部下を集めたヨミはロプロスに似たV号という怪鳥ロボットを作り上げる。ヨミはV号を使ってバベルの塔の周辺国、バラビア共和国とサルダンを攻撃してその罪をロプロスになすりつけ、周辺国とバベルの塔を戦わせようと目論んだ。その企みに気がついたバベルの塔はV号と激しい戦闘を展開するが、その最中、バラビア共和国の爆撃機の大編隊が現れて爆撃を開始する。壮絶な迎撃戦の末に1機の爆撃機が大量の爆弾を抱えたまま塔に墜落して大爆発。塔は大破して活動停止、バビルも重傷を負ってしまう。ヨミはすかさず偵察隊を送り込むが、塔のコンピュータはかろうじて偵察隊を全滅させる。それを見たヨミは塔の未知の能力に恐れを抱き、ダメージを負ったV号修理のために引き上げてゆくのだった。
ヨミは新たな作戦を立て、日本のF市に作った秘密基地を拠点にビールス人間を増やそうとする。国家保安局の調査員・伊賀野と共にF市に潜入したバビルは、数に勝るビールス人間やV号の攻撃に苦しめられたものの、自衛隊と連携してF市を包囲して秘密基地を破壊することに成功する。
そして最後の直接対決が繰り広げられ、バビルの作戦で既に疲労させられていたヨミは老人化してしまう。瀕死のヨミは自らの死期を悟り、用意しておいたロケットPH304号に回収されていずこともなく去ってゆく。
第4部 1973年33号（8月6日号） - 1973年47号（11月12日号）
人々の謎の自殺が連続して起きた。バビル2世が調査すると、自殺したのは皆事故で手足を失い、不乱健博士によってヨミの身体のパーツを移植された人々だった。他人の身体で培養されたパーツをつなぎ合わせることにより、ヨミが再び復活する。
ヨミは北極にバベルの塔を上回る能力を持つ基地を建設しようとするが、その野望を阻止すべくバビルはロプロスに乗って北極に向う。対するヨミはアメリカの原子力潜水艦から奪った核ミサイルをロプロスめがけて発射。自動追尾のミサイルからは逃れられないと判断したロプロスは、命令に背いてバビルを振り落とす。ミサイルが命中し、海に沈んだロプロスは二度とバビルの呼びかけに応えることはなかった。
残されたポセイドンと共に北極基地を攻撃するバビルの前に、縫い跡だらけの不気味な風貌となったヨミが現れた。ヨミは身体が衰えもはやバビルと戦う力が残っていないことを告げ、「これ以上破壊すると基地の原子炉が爆発して北極の氷が溶け地球が水没する」と話し、バビルに攻撃を中止して引き返すよう懇願。バビルはそれを受け入れ、去ってゆく。そして1人残されたヨミは基地と共に海に沈んでゆくのだった。
作者によると、この第4部に当たる部分は、本来の構想では、第3部で終わるつもりだったものが、テレビアニメとのタイアップで急遽連載再延長（そもそもは後述のように第1部のみで完結の予定だった）が決まったため、構想も不充分で満足の行く出来とはならなかったという。一部加筆を考えていたとの話もある。
少年チャンピオン・コミックスでは全11巻で完結とされ未収録だったが、1986年から刊行された「秋田コミックスセレクト」版・全8巻の第8巻に、初めて収録された。少年チャンピオン・コミックスには1995年に第12巻が刊行されて収録された。
このために再度、本当の完結編ということで執筆されたのが、後述の『その名は101』である。
番外編「バビル二世外伝 恐怖の予言の巻」 『月刊少年チャンピオン』1973年5月号掲載。
第3部で舞台がF市に移る直前の話。コミックスではタイトルから「恐怖の予言の巻」が省かれている。
主人公は平凡な旅の男。空港で出会った占い師に「あの旅客機に乗った客は全員死亡する」と止められたが、無視して旅客機に乗り込んでしまう。予言は見事的中し、旅客機は墜落。1人だけ奇跡的に助かった男は砂漠をさまよい、V号・爆撃機との戦いで機能停止していたバベルの塔にたどり着く。男はそこで水と食料を奪って生還するが、街で塔の話をしても誰にも信じてもらえなかった。
やがてヨミがそれを聞きつけ、塔への案内人としてヨミの部下と共に送り込まれる。しかしバベルの塔は既に復活しており、部下とロボット達は罠にかかり全滅。からくも男だけが逃げ延びるが、証拠隠滅のため旅客機の墜落事故現場でヘリコプターから突き落とされて死亡する。

### その名は101
『その名は101』（そのなはワンゼロワン）：1977年 - 1979年、『月刊少年チャンピオン』連載。単行本全5巻。
アメリカの研究施設に収容されていた山野浩一（本作ではじめてフルネームが判明した）は、自分の提供していた血液が人々を助けるためではなくCIAの超能力工作員を作り出すことに使われていたことを知り、嵐の夜に脱走する。浩一はコンピューター登録番号である『101』のままにワンゼロワンと呼ばれ、CIAに命を狙われる中、自分の血によって生まれた超能力工作員を抹殺していく。
本作では新たに浩一の血を輸血された人間（適応者）や動物が超能力者になる場合があるという設定が生まれた。浩一の血には、治癒効果があり、脱走した後も、負傷した人々に輸血していた。ピストルやナイフによる流血シーンなどバイオレンス描写は前作以上にハードで、主人公のエスパー戦士としての側面が強調されている。前作とは異なり浩一の内面描写が増え、卑劣な敵への怒りや憎しみをあらわにするシーンが多い。また恋愛描写も描かれ、浩一と恋に落ちる工作員として王銀鈴が登場する。
浩一の別名として「バビル2世」が挙げられ、ヨミが登場し、3つのしもべの存在も触れられるものの、本作は物語の終盤まで『バビル2世』本編とはリンクしないという異色の完結編である。作者によると単純な『バビル2世』の続編ではなく、主人公のその後に焦点を当てたかったと語っている。
上記のように、第4部に納得がいかなかったために改めて書かれた完結編であり、そのため、内容は第3部からの続きになっている。しかし、後に単行本化されたこの第4部は第3部の続きとして収められたため、結果的に本作は『バビル2世』のパラレルストーリーのようになってしまった。

### 漫画に関するエピソード
『バビル2世』は当初、連載は3か月程度で完結する予定だったという。しかし、あまりの人気に2年半もの長期連載となり、何度倒されてもヨミが復活するというパターンが繰り返された。
横山光輝は後年、ムックのインタビューで「バビル2世と三つのしもべの関係は『西遊記』の三蔵法師とお供の孫悟空らをイメージして作った」と語っている。
この作品を描いた理由については「アメリカンコミックでは超能力者を主人公にした作品があるのに、日本にはまだなかったから」と答えている。
また、バビルがヨミを倒した後の人生がどうなったかを質問され、「きっと孤独な、寂しい人生を送ったんだと思いますよ」と答えている。『その名は101』を描いた理由については「バビル2世という作品に愛着があったから」とも答えている。

## テレビアニメ

### 1973年版
NET（現：テレビ朝日）系列で1973年1月1日から9月24日まで毎週月曜日19時00分から19時30分に放送。全39話。

#### 内容
最新科学装備のバビルの塔（漫画版におけるバベルの塔）に住む正義の超能力者バビル2世が悪の超能力者ヨミの陰謀を粉砕するために三つのしもべとともに戦うという基本設定は同じ。これに加えてアニメ独自の事件が起きる。
原作との最大の違いは、主人公・浩一がバビル2世となったため、幼少時から10年間育ててもらった叔父母の古見一家と心ならずも別れたという設定である。浩一にほのかな恋心を抱く従姉妹（古見夫妻の娘）由美子が浩一を探すのだが、毎回、現場にたどり着く直前に浩一は次の戦いに備えてその地を去るために逢えないというすれ違い描写が物語を盛り上げた。
第27話以降は舞台とサブキャラクターを一新し、主人公の服装も変わった。バビル2世は北海道のワタリ牧場の居候として平和な生活を営みながら、復活したヨミと戦うという展開になる。

#### 声の出演
- 主なキャスト
  - バビル2世（古見 浩一） - 神谷明
  - ヨミ - 大塚周夫
  - ロデム（獣態） - 野田圭一
  - ロデム（人間態） - 山口奈々
  - コンピューター - 矢田耕司
  - バビル1世（1話） - 小山田宗徳
- 26話まで
  - 古見 由美子 - 野村道子
  - 由美子の父 - 北川国彦
  - 由美子の母 - 坪井章子
- 27話以降
  - 恒太郎（牧場主） - 兼本新吾
  - ユキ（恒太郎の孫娘） - 田浦環
  - チー坊（牧童） - 山本圭子
  - カー太（カラス） - 矢田耕司

#### スタッフ
- 製作担当 - 江藤昌治、三沢徹夫
- 企画 - 斉藤侑（第1－5話）、高見義雄（第6－39話）（東映動画）
- 原作 - 横山光輝
- 音楽 - 菊池俊輔
- プロデューサー - 宮崎慎一、小沢英輔
- 背景 - サン・アートスタジオ、スタジオコスモス、アトリエローク
- 録音ディレクター - 小松亘弘
- 撮影 - 高橋宏固、菅谷正昭、細田民男、酒井寿一、武井利晴、森口洋輔、相磯嘉雄、菅谷英夫、佐藤隆郎、寺尾美代子
- 編集 - 花房三郎、古村均、鳥羽亮一
- 録音 - 二宮健治
- 効果 - TFCグループ
- 選曲 - 宮下滋
- 演出助手 - 山吉康夫、高倉健一、寒竹清隆
- 製作進行 - 石崎由子、城浩二、寒竹清隆、成本久子、伊藤治子、岸本松司、堀正春、井上ふみ子、川田武範、遠藤勇二、古沢由美、平野功
- 現像 - 東映化学
- キャラ設計 - 荒木伸吾
- 制作 - 東映、NET

#### 音楽
正副主題歌・BGMとも、全曲が菊池俊輔による。なお、第37話における『魔犬ライナー0011変身せよ!』（音楽：山下毅雄）など、他の作品から適宜BGMの流用もされている。

#### 主題歌
オープニングテーマ - 「バビル2世」
作詞 - 東映二/ 作曲・編曲 - 菊池俊輔 / 歌 - 水木一郎、コロムビアゆりかご会
オープニング映像に「コロムビアゆりかご会」の名がクレジットされていないことと関連しているかは定かでないが、もともと主題歌は「水木一郎」のソロで録音されたものの、当日、本人が風邪声だったために急遽「コロムビアゆりかご会」のコーラスをかぶせることになったという逸話がある。
なお水木一郎ソロ・ヴァージョンは、第19話でフルサイズが挿入歌として使用されている。このフルサイズはモノラル音源ながら後年、CD『EVER GREEN SERIES アニメーションヒーロー バビル2世』のボーナストラックに収録されたほか、CD『水木一郎 水木一郎 BEST&BEST』でも聴くことができる。
第3話までのオープニングクレジットでは、“雑誌連載：冒険王”の「冒」の字を、「目」の上に「日」を重ねたものではなく、「月」の上に「日」を重ねた存在しない文字に誤植している。
エンディングテーマ - 「正義の超能力少年」
作詞・作曲・編曲 - 菊池俊輔 / 歌 - 水木一郎
第11話ラストで挿入歌としても使用された。
- 正副主題歌の作詞家の表記（東映一・東映二・菊池俊輔）について
  - オープニング映像のクレジットでは主題歌の作詞は“東映一”となっており、一部の資料でも正副主題歌とも作詞者は“東映一”名義となっている[17][注釈 13]が、当時のコロムビアレコードからリリースされた主題歌シングルレコード(SCS-512)では、OP・EDとも作詞：“東映二”となっていた[19]（後に発行された徳間書店刊のムック『ロマンアルバム』でもOP・EDとも作詞を“東映二”と記載している[20]）。一方、同時期に発売されていたソノシート盤のジャケットでは、当初はOP・EDとも、作詞：“東映一”となっていたものの、再プレスからEDの作詞が“菊池俊輔”に改められている（ソノシート盤面のラベルではED作詞：東映一のまま）[21]。これに対してコロムビアレコードも後年アニメブームの折に再販したシングルレコードからは、OP作詞：東映二、ED作詞：菊池俊輔となっており[22]、以後コロムビアから発売される際にはこれがデフォルトとなった[11][23][24][25][26][27][注釈 14]。
  - なお、LD『バビル2世 VOL.2』の解説「BGMリスト」には、“東映二”は東映の企画プロデューサー・斎藤侑のペンネームとの記述がある[30]。事実、後年の斎藤本人へのインタビューでも『バビル2世』で主題歌の作詞をしたと語られている[31]。そのインタビュー中における“菊池俊輔がテンポの速い曲を作ったため（＝曲が短くなってしまったため）、急遽4番を付け足すことになったが（「３つのしもべ」それぞれを使って3番まで作ってしまったので）困ったすえに4番は「みんな、がんばれ」という詞になった”との発言から、EDの作詞にもかかわっていたことが示唆されている[31]。併せて「詞の著作権は会社にあって自分には無いが、菊池俊輔には権利を与えて欲しいと会社に訴えた」として、作詞の権利を菊池に譲ったともとれる発言もしている[31]。なお、斎藤はDVD-BOX付属ブックレットのインタビューでも「作詞の“東映一”とは実は僕」として、同様の裏話を語っている[32]。

#### イメージソング
以下の2曲は後のアニメブーム時、1978年に発売されたドラマ編LPのために作られたもので、同時発売でシングルカットもされた。そのため『バビル2世』の楽曲の中ではこの2曲のみ、作曲が菊池俊輔ではなく水木一郎である。
「愛はまぼろし」
作詞・作曲・歌 - 水木一郎 / 編曲 - 青木望
「戦士ひとり」
作詞 - 辻真先 / 作曲・歌 - 水木一郎 / 編曲 - 青木望

#### 各話リスト
| 話 | サブタイトル              | 脚本     | 演出       | 作画監督 | 美術     | 放送日        |
| -- | ------------------------- | -------- | ---------- | -------- | -------- | ------------- |
| 1  | 五千年前からの使者        | 雪室俊一 | 田宮武     | 荒木伸吾 | 浦田又治 | 1973年 1月1日 |
| 2  | 恐怖の岩石巨人ゴーリキ    | 安藤豊弘 | 田宮武     | 荒木伸吾 | 浦田又治 | 1月8日        |
| 3  | 暗黒の帝王ヨミ            | 雪室俊一 | 明比正行   | 木暮輝夫 | 横井三郎 | 1月15日       |
| 4  | 三つのしもべたち          | 安藤豊弘 | 宮崎一哉   | 木暮輝夫 | 横井三郎 | 1月22日       |
| 5  | これがテレキネシスだ!     | 雪室俊一 | 岡崎稔     | 我妻宏   | 浦田又治 | 1月29日       |
| 6  | 危機一髪! バビルの塔      | 安藤豊弘 | 田宮武     | 江藤文男 | 横井三郎 | 2月5日        |
| 7  | もうひとりの司令官        | 雪室俊一 | 明比正行   | 江藤文男 | 伊藤英治 | 2月12日       |
| 8  | 悪魔の秘密基地            | 安藤豊弘 | 古沢日出夫 | 石黒育   | 浦田又治 | 2月19日       |
| 9  | 恐怖のロッキー山脈        | 辻真先   | 岡崎稔     | 我妻宏   | 土田勇   | 2月26日       |
| 10 | 必殺ロボット・バラン      | 雪室俊一 | 宮崎一哉   | 木暮輝夫 | 横井三郎 | 3月5日        |
| 11 | アンドロイド2段攻撃       | 安藤豊弘 | 田宮武     | 荒木伸吾 | 伊藤英治 | 3月12日       |
| 12 | ロボット電送マシンX1      | 辻真先   | 明比正行   | 江藤文男 | 土田勇   | 3月19日       |
| 13 | 人工衛星をとり戻せ        | 雪室俊一 | 岡崎稔     | 我妻宏   | 浦田又治 | 3月26日       |
| 14 | 危うし!! 怪鳥ロプロス     | 安藤豊弘 | 宮崎一哉   | 木暮輝夫 | 土田勇   | 4月2日        |
| 15 | ノートルダム発狂事件      | 辻真先   | 古沢日出夫 | 石黒育   | 伊藤英治 | 4月9日        |
| 16 | 幻の100兆円               | 雪室俊一 | 田宮武     | 荒木伸吾 | 勝又激   | 4月16日       |
| 17 | まっくらやみの挑戦        | 雪室俊一 | 佐々木勝利 | 江藤文男 | 浦田又治 | 4月23日       |
| 18 | 口笛を吹く悪魔たち        | 辻真先   | 山口康男   | 岡田敏靖 | 伊藤英治 | 4月30日       |
| 19 | マンモスゴリラの襲撃      | 安藤豊弘 | 茂野一清   | 白川忠志 | 伊藤英治 | 5月7日        |
| 20 | 戦慄の宇宙大作戦          | 安藤豊弘 | 宮崎一哉   | 木暮輝夫 | 土田勇   | 5月14日       |
| 21 | 赤ちゃんは超能力者        | 雪室俊一 | 田宮武     | 荒木伸吾 | 伊藤英治 | 5月21日       |
| 22 | 深海のカニロボット        | 安藤豊弘 | 佐々木勝利 | 江藤文男 | 福本智雄 | 5月28日       |
| 23 | 死霊からの招待            | 辻真先   | 茂野一清   | 江藤文男 | 伊藤英治 | 6月4日        |
| 24 | 永遠の都凍れるゾロウ      | 辻真先   | 山口康男   | 岡田敏靖 | 伊藤英治 | 6月11日       |
| 25 | 死のV号作戦               | 雪室俊一 | 古沢日出夫 | 石黒育   | 土田勇   | 6月18日       |
| 26 | 総攻撃バビル2世           | 安藤豊弘 | 田宮武     | 荒木伸吾 | 伊藤英治 | 6月25日       |
| 27 | 新たなる闘い              | 雪室俊一 | 山口康男   | 岡田敏靖 | 土田勇   | 7月2日        |
| 28 | 黄金のアミーバ            | 辻真先   | 佐々木勝利 | 江藤文男 | 伊藤英治 | 7月9日        |
| 29 | 死を呼ぶギター            | 安藤豊弘 | 宮崎一哉   | 石黒育   | 伊藤英治 | 7月16日       |
| 30 | ロボット使いの暗殺怪人    | 安藤豊弘 | 茂野一清   | 木暮輝夫 | 土田勇   | 7月23日       |
| 31 | 死霊の馬ブルーペガサス    | 雪室俊一 | 田宮武     | 荒木伸吾 | 伊藤英治 | 7月30日       |
| 32 | ダスト・デビル死の灰作戦  | 辻真先   | 佐々木勝利 | 江藤文男 | 土田勇   | 8月6日        |
| 33 | どくろ魔女の恐怖          | 安藤豊弘 | 宮崎一哉   | 菊池城二 | 伊藤英治 | 8月13日       |
| 34 | 夏に降る雪の狩人          | 辻真先   | 山口康男   | 岡田敏靖 | 土田勇   | 8月20日       |
| 35 | 狂った女王蜂              | 雪室俊一 | 宮崎一哉   | 石黒育   | 伊藤英治 | 8月27日       |
| 36 | ヨミの秘密兵器ゴーリキ2号 | 安藤豊弘 | 茂野一清   | 木暮輝夫 | 下川忠海 | 9月3日        |
| 37 | 謎のイプシロン星人        | 辻真先   | 田宮武     | 荒木伸吾 | 土田勇   | 9月10日       |
| 38 | 東京地下占領作戦          | 雪室俊一 | 勝間田具治 | 江藤文男 | 伊藤英治 | 9月17日       |
| 39 | 必殺! バビル2世対ヨミ     | 安藤豊弘 | 山口康男   | 岡田敏靖 | 伊藤英治 | 9月24日       |

#### 放送局
- NET（制作局）：月曜 19:00 - 19:30
- 北海道テレビ：月曜 19:00 - 19:30[34]
- 青森テレビ：金曜 16:52 - 17:22[35]
- テレビ岩手：金曜 17:30 - 18:00（1973年3月） → 金曜 18:00 - 18:30（1973年4月 - 10月12日） → 土曜 17:30 - 18:00（10月27日より）[36]
- 秋田放送：水曜 17:30 - 18:00[37]
- 山形放送：日曜 10:30 - 11:00（1973年9月まで） → 土曜 17:15 - 17:45（1973年10月から）[38]
- 宮城テレビ：月曜 19:00 - 19:30[39]
- 福島中央テレビ：月曜 19:00 - 19:30[40]
- 新潟総合テレビ：月曜 19:00 - 19:30[41]
- 北日本放送
- 北陸放送：月曜 18:00 - 18:30[42]
- 福井放送：土曜 11:00 - 11:30[43]
- 山梨放送
- 長野放送：火曜 18:00 - 18:30[44]。
- 静岡放送
- 名古屋テレビ：月曜 19:00 - 19:30[45]
- 毎日放送：月曜 19:00 - 19:30[46]
- 山陰放送
- テレビ岡山：月曜 19:00 - 19:30[47]
- 広島ホームテレビ：月曜 19:00 - 19:30[47]
- 瀬戸内海放送：月曜 19:00 - 19:30[47]
- 山口放送：日曜 9:00 - 9:30[48]
- 九州朝日放送：月曜 19:00 - 19:30[49]
- 長崎放送：木曜 17:00 - 17:30[49]
- 熊本放送
- テレビ大分：月曜 19:00 - 19:30[50]
- 宮崎放送：月曜 18:00 - 18:30[51]
- 鹿児島テレビ：月曜 19:00 - 19:30[51]
- 沖縄テレビ：土曜 18:00 - 18:30[52]

#### 劇場版
本作は『東映まんがまつり』内で、2本が上映されている。
- バビル2世（1973年3月17日公開）
  - 第2話「恐怖の岩石巨人ゴーリキ」のブローアップ版。
  - 同時上映は『パンダの大冒険』・『飛び出す人造人間キカイダー』・『仮面ライダーV3』・『マジンガーZ』・『ひみつのアッコちゃん』（第1作）の5本。
- バビル2世 赤ちゃんは超能力者（1973年7月18日公開）
  - 第21話のブローアップ版。
  - 同時上映は『マジンガーZ対デビルマン』・『仮面ライダーV3対デストロン怪人』・『ロボット刑事』・『キカイダー01』・『魔法使いサリー』（第1作）の5本。

#### 備考
- サブタイトルのBGMは後年、『オレたちひょうきん族』（フジテレビ系）の「タケちゃんマン」のオープニングに使用された。
- 90年代まで多くの地上波で再放送されたほかVHSの販売も行われた。後述の通り、DVDの販売のほか東映アニメーションミュージアムチャンネル[53]、GYAO![54]、Amazon Prime Video[55]などで動画配信が行われているほか、CS放送の東映チャンネルでも2022年3月7日より毎週月曜8:00に2話まとめて再放送される[56]。同局では過去にも繰り返し再放送されている。

#### 前後番組
| NET系列 月曜19:00枠                                                         | NET系列 月曜19:00枠                  | NET系列 月曜19:00枠                                                                       |
| 前番組                                                                      | 番組名                               | 次番組                                                                                    |
| --------------------------------------------------------------------------- | ------------------------------------ | ----------------------------------------------------------------------------------------- |
| 魔法使いチャッピー （1972年4月3日 - 12月25日） 【東映魔女っ子シリーズ中断】 | バビル2世 （1973年1月1日 - 9月24日） | ミラクル少女リミットちゃん （1973年10月1日 - 1974年3月25日） 【東映魔女っ子シリーズ再開】 |

### 2001年版
2001年10月6日から12月29日までテレビ東京の深夜アニメ枠で放送された。全13話。主人公の浩一の苗字が神谷に変更され、病院経営者である古見泰造に遠縁の子という名目で育てられたという設定になっている。原作をベースとしているが、オリジナル要素が強い一作となっている。2002年2月22日から7月26日にかけて、テレビ東京メディアネットよりDVDが全6巻で発売。

#### 声の出演（2001年版）
- 神谷 浩一（バビル2世） - 鈴村健一
- ロデム - 堀内賢雄
- 佐伯 玲香 - 雪乃五月
- ヨミ - 麦人
- レオン（穂村 光） - 森久保祥太郎
- フェレス（桐島 涼子） - 日野由利加
- 古見 由美子 - 菊地祥子
- 古見 泰造、デニス - 中田雅之
- ウル - 紗ゆり
- 郷田 剛、バラン - 斉藤瑞樹
- 沢木 登 - 成瀬誠
- バビル1世 - 石丸博也
- ゴーレム - 木村雅史
- リサ - 岡村明美
- ロイ - 成田剣
- ムルガ - 北川勝博
- エンキ - 中田和宏
- メイリン - 堀江由衣
- チェン - 室井晃
- アイラ - 渡辺明乃
- ムライ - 入江崇史
- マサキ - 長克巳

#### スタッフ（2001年版）
- 監督 - 牛草健
- キャラクターデザイン - 嶋津郁雄
- 美術監督 - 阿部泰三郎
- 撮影監督 - 馬場健
- 音響監督 - 高橋秀雄
- 音楽プロデューサー - 折本雄一
- プロデューサー - 並木俊治、今井朝幸、岡川晃基、松土隆二
- アニメーション制作 - ベガエンタテイメント
- 製作協力 - AT-X、アミューズピクチャーズ
- 製作 - テレビ東京メディアネット、円谷映像、ベガエンタテイメント

#### 主題歌（2001年版）
オープニングテーマ - 「Never Die」
作詞・作曲・歌 - Lapis Lazuli
エンディングテーマ - 「landscape」
作詞・作曲 - 上田起士 / 歌 - etre

#### 各話リスト（2001年版）
| 話 | サブタイトル          | 脚本     | 絵コンテ   | 演出       | 作画監督   | 放送日         |
| -- | --------------------- | -------- | ---------- | ---------- | ---------- | -------------- |
| 1  | 選ばれし少年          | 増田貴彦 | 牛草健     | 牛草健     | 嶋津郁雄   | 2001年 10月6日 |
| 2  | 大いなる遺産          | 増田貴彦 | 釘宮洋     | 吉田俊司   | 佐藤真二   | 10月13日       |
| 3  | 暴走する悪意          | 増田貴彦 | 鹿島典夫   | 鹿島典夫   | 宮田奈保美 | 10月20日       |
| 4  | 新たなる覚醒          | 増田貴彦 | 鈴木卓夫   | 真野玲     | 青井清年   | 10月27日       |
| 5  | ポセイドン発動!       | 荒木憲一 | 石山タカ明 | 三宅網太郎 | 嶋津郁雄   | 11月3日        |
| 6  | 絶望の街              | 増田貴彦 | 嶋津奔     | 太田博光   | 長森佳容   | 11月10日       |
| 7  | バベルの塔攻防戦      | 荒木憲一 | 岡尾貴洋   | 岡尾貴洋   | 岡村正弘   | 11月17日       |
| 8  | 激突! バビル2世対ヨミ | 増田貴彦 | 寺本幸代   | 寺本幸代   | 桜井木ノ実 | 11月24日       |
| 9  | 禁断の最終兵器        | 増田貴彦 | 嶋津奔     | 吉田俊司   | 嶋津郁雄   | 12月1日        |
| 10 | 密林の悪魔            | 増田貴彦 | 青木新一郎 | 青木新一郎 | 桑原周絵   | 12月8日        |
| 11 | 邪神復活              | 荒木憲一 | 鹿島典夫   | 三宅網太郎 | 服部益実   | 12月15日       |
| 12 | 崩壊! バベルの塔      | 増田貴彦 | 桃瀬まりも | 寺本幸代   | 桜井木ノ実 | 12月22日       |
| 13 | 五千年の願い          | 増田貴彦 | 嶋津奔     | 牛草健     | 嶋津郁雄   | 12月29日       |

| テレビ東京 土曜 3:10枠                          | テレビ東京 土曜 3:10枠                 | テレビ東京 土曜 3:10枠                                 |
| 前番組                                          | 番組名                                 | 次番組                                                 |
| ----------------------------------------------- | -------------------------------------- | ------------------------------------------------------ |
| コスモウォーリアー零 （2001年7月7日 - 9月29日） | バビル2世 （2001年10月6日 - 12月29日） | フィギュア17 つばさ&ヒカル （2002年1月12日 - 3月30日） |

## OVA
1992年にティーアップの制作により創美企画からOVA化された。VHSのみ全4巻（各巻30分,計120分）。テレビアニメ放送後の2002年11月22日にパイオニアLDCからDVD-BOXが発売されている。2017年4月4日にはHappinetからBlu-rayが発売。
ASIN B00006S254
原作の第2部までのストーリーを抜粋し、最終決戦部分はオリジナルストーリーとしている。この作品では、ヨミは平気で部下を使い捨てにするキャラクターとして描かれており、声はTV1作目を担当した大塚周夫の息子である明夫が担当している。

### 声の出演（OVA）
- 山野 浩一（バビル2世） - 草尾毅
- ヨミ - 大塚明夫
- ジュジュ - 三石琴乃
- ウォン - 石原慎一
- 王禅寺ユカ - 折笠愛
- 山崎 - 沢木郁也
- ハマー - 辻谷耕史
- ニコラ - 関俊彦
- ラシェル - 渡辺久美子
- レア - 西原久美子
- グリフィン - 森川智之
- バビル1世 - 中博史
- サイキスト - 高木渉、相沢正輝、緑川光、玉井浩

### スタッフ（OVA）
- 原作 - 横山光輝
- 監督 - まつもとよしひさ
- スペシャルアドバイザー - 大畑晃一
- 脚本 - 並木敏
- キャラクターデザイン - 荒木伸吾、姫野美智
- 美術監督 - 佐藤広明
- 音響監督 - 田中英行
- 音楽 - 石田勝範、平野たかよし
- 制作 - ティーアップ、J.C.STAFF

### 主題歌（OVA）
「バビル/孤独のモニュメント」
作詞 - 水谷啓二 / 作曲・編曲 - 見良津健雄 / 歌 - 石原慎一
「砂嵐の子守唄（ララバイ）」
作詞 - 水谷啓二 / 作曲・編曲 - 見良津健雄 / 歌 - 石原慎一
「風に聞きたくて…」
作詞 - 坂田和子 / 作曲・編曲 - 見良津健雄 / 歌 - MacKanako
「Sunrise〜暁に抱かれて」
作詞 - 坂田和子 / 作曲・編曲 - 見良津健雄 / 歌 - MacKanako、岩﨑元是

### 各話リスト（OVA）
1. バベルの使者
2. 砂塵の対決
3. 光と影の間で
4. 蒼き閃光のかなたへ

## 派生作品

### バビル2世 ザ・リターナー
『バビル2世 ザ・リターナー』は原作：横山光輝、漫画：野口賢による漫画作品。
『ヤングチャンピオン』（秋田書店）にて、2010年6号（同年2月発売）から2017年3号（同年1月10日発売）まで連載された。
本編、「その名は101」の両方の設定を引き継いでいる。本編の40年後の現代が舞台で、バビル2世はアメリカに宣戦布告し、現代兵器・近未来兵器を駆使するアメリカ軍と壮絶な戦闘を繰り広げる。老いた伊賀野が官房長官として登場するほか、五十嵐、古見由美子、アニメ版の27話以降のワタリ牧場のユキらも40年経過した姿で登場している。また地球破壊プログラムを担った『マーズ』との対決と共闘というクロスオーバーや『魔法使いサリー』、『コメットさん』のキャラクターがスター・システム的に登場する。
ロプロスとポセイドンが化石様の装甲をまとった巨人（生物兵器）であり、旧支配者のロプロスとポセイドンを旧神であるバビル1世が封印したことになっているなどクトゥルフ神話への言及もある。
単行本
- 野口賢 『バビル2世 ザ・リターナー』 秋田書店〈ヤングチャンピオンコミックス〉、全17巻
  1. 2010年7月20日発売 ISBN 978-4-253-14885-6
  2. 2011年1月20日発売 ISBN 978-4-253-14886-3
  3. 2011年6月20日発売 ISBN 978-4-253-14887-0
  4. 2011年11月18日発売 ISBN 978-4-253-14888-7
  5. 2012年4月20日発売 ISBN 978-4-253-14889-4
  6. 2012年10月19日発売 ISBN 978-4-253-14890-0
  7. 2013年4月19日発売 ISBN 978-4-253-14894-8
  8. 2013年10月18日発売 ISBN 978-4-253-14904-4
  9. 2014年2月20日発売 ISBN 978-4-253-15171-9
  10. 2014年6月20日発売 ISBN 978-4-253-15172-6
  11. 2014年12月19日発売 ISBN 978-4-253-15173-3
  12. 2015年4月20日発売 ISBN 978-4-253-15174-0
  13. 2015年9月18日発売 ISBN 978-4-253-15175-7
  14. 2016年1月20日発売 ISBN 978-4-253-15176-4
  15. 2016年6月20日発売 ISBN 978-4-253-15177-1
  16. 2016年10月20日発売 ISBN 978-4-253-15178-8
  17. 2017年2月20日発売 ISBN 978-4-253-15179-5

## 他作品でのオマージュ
『ジャイアントロボ THE ANIMATION -地球が静止する日』
本作のキャラクターと設定は他の横山作品と同様、バビルをビッグ・ファイアに、ヨミを黄帝ライセに、三つの護衛団の名で登場したしもべが、ロデムをアキレス、ロプロスをガルーダ、ポセイドンをネプチューンと大胆に取り込まれている。また『その名は101』のエンディングから始まったのではないかという説が話題になったこともあるが、『ジャイアントロボ』は別の世界観を持つため直接繋がっているわけではない。漫画版『ジャイアントロボ 地球の燃え尽きる日』では、ビッグファイアのしもべが、ロデムの名前で登場している。また、他にもバビル2世に登場したキャラクターをモチーフにした登場人物たちが、多数登場している。
『まほろまてぃっく』
安藤まほろのサポートメカとして、黒豹スラッシュ、巨大ロボタツジン、巨大怪鳥ヴィマナが登場している（アニメではスラッシュのみ登場）。特にアニメではスラッシュの声をロデムと同じく、野田圭一が充てている。
『MAZE☆爆熱時空 大胆過激な冒険者!!』
OVA版でバブルの塔を守護する三つのしもべ、クイズ好きの怪鳥ロブロス、魔犬ロテム、自爆する小モンスターのポセイドンが登場している。
『KO世紀ビースト三獣士』
登場する神霊機（ジン）の、地霊王、海霊王、空霊王はバビル2世のオマージュ。
『蒼い海のトリスティア』
ナノカの祖父プロスペロが作ったEウェポン、狼型のスツーカと戦闘型ゴーレムのテンザンが登場。さらに続編『蒼い空のネオスフィア』では鳥型Eウェポンのフェンサーが登場している。
『こいこい7』
TVアニメ版第11話で、東和野ミヤの側近である和洋中シスターズが、ポセイドンスーツ、ロプロススーツ、黒豹スーツを着て登場した。
『ジョジョの奇妙な冒険』
第3部で空条承太郎が学生服を着ているのはバビル2世のオマージュであると原作者がコメントしている。
『魔装機神』シリーズ
ヤンロンのファミリア・ランシャオはその姿からリューネからロデムみたいと呼ばれ後に声が野田圭一になっている。
『ザ・キング・オブ・ファイターズ』
ルガール・バーンシュタインは黒豹ロデムを連れている。
『アスラクライン』
女性や黒豹に擬態できる使い魔イングリッドが登場する。
『FARCE! 明智博士冒険記』
紗夢猫(現/赤井里実)作のコミック。巴・フェルナンディアが製作、自らの助手にしているロボット、スラッシュは黒豹と美女の姿に変身できる。なお、情緒は女性らしい。
『ルナティックナイト』
美衣暁作のアダルトコミック、三つのしもべと同名のキャラが登場するが、アニメ化の際にカルラ、クアール、ネプチューンに改名されている。なおポセイドンについては当初は作中で明示されず、「何故か読者がファンレターで皆ポセイドンと呼ぶのでポセイドンに決めた」とするネタが盛り込まれていた。
『珍遊記2』
劇中、食の国の術師・安倍孔明が使う式神達で、黒犬がロデムの、伝書鳩がロプロスの、ゴーレムがポセイドンのそれぞれをモチーフにしている。
『ダウンタウンのごっつええ感じ』
ヨミ演じる今田耕司、バビル演じる浜田雅功、ロデム演じる松本人志らによる「バビルくんとロデムくん」がある（ダウンタウンのごっつええ感じのコント#は行）。
『テイルズ オブ リバース』
ネレグの塔というダンジョンには中ボスとして、人間に化けている黒い不定形のモンスター、鳥型のモンスター、ロボット型のモンスターが出現する。
『ナイトウィザード The ANIMATION』
第八話『時代を翔ける〜少女の塔〜』にてバベルの塔を守護する怪鳥、黒豹、巨人の姿をしたモンスターが登場。その後、TRPGにおいても「三つの僕」としてデータ化され、古代遺産を引き継いだキャラクターの専用武器となった。
『僕と彼女とカノジョとかのじょ』
黒恵がロデムの、金恵がロプロスの、銀花がポセイドンのそれぞれをモチーフにしている。
『遊☆戯☆王ZEXAL』
第七話『正義の大盤振る舞い!エスパー・ロビン参上!!』以降、風也が使用するカード「異次元エスパー・スター・ロビン」「野獣戦士ピューマン」「鳳王獣ガイルーダ」「鉄巨人アイアンハンマー」がバビル2世と3つのしもべをオマージュしている。
『涼宮ハルヒの憂鬱』
第八巻『涼宮ハルヒの憤慨』において「あたしの忠実な三つのしもべたちをこんなところに閉じ込めて何してんのよ！」というセリフがある。
『絶対可憐チルドレン』
主人公、皆本光一の所属する政府機関の名がB.A.B.E.L.（読みは「バベル」）。作中には超能力者が多数登場し、ライバル組織のリーダー・兵部京介は黒の学生服を纏う少年の姿をした、幾つもの超能力を持つ老人である。兵部の部下として登場する三幹部はそれぞれ「不定形の炭素繊維を操る黒ずくめの男性」、「音波を含む振動波を操る若者」、「怪力に似た能力を持つ女性」。

『超感覚ANALマン』
主人公の息子「アナル2世」とその宿敵「ヨミ・売り」が登場。時の流れに逆らって未来からやって来たため、双方ズボンとパンツが脱げて下半身丸出しという、とんでもない姿に。
『戦うメイドさん！』
西野つぐみ作のコミック。作中キャラのメイドロイド「神無」が使役するしもべに「モデム」「ニプレス」「ボセイドン」がいる。
『Lv2からチートだった元勇者候補のまったり異世界ライフ』
鬼ノ城ミヤ作のライトノベル。３巻「カルゴーシ海岸編」にて領主「バンビールジュニア」、配下に「ロリンデーム」「ロップロンス」「ポルセイドン」が登場する。

## 関連番組・書籍
- BSマンガ夜話「バビル2世」（1998年8月25日 NHK BS2）
- いきなり最終回 PART4（1992年 JICC出版局） - 最終回が掲載。横山のコメントもあり。
- 「世界征服」は可能か?（岡田斗司夫 2007年 筑摩書房） - 「悪の組織の首領」の例としてヨミを挙げ、その苦労を述べている。「ヨミさま人生すごろく」も掲載。
- 「その名は101」続編。バビル2世の血を輸血すると超能力を得られるが、それを悪用しようとした敵を倒していく。最後にバビル2世の血を輸血して復活させたヨミを倒して物語は終わる。倒されるときにヨミは「私は人々の欲望を象徴するもので、私を倒しても第２、第３のヨミが現れる。」と捨て台詞を残して死んだ。